# 15.ª División Panzer
La 33.ª División de Infantería (más tarde 15.ª División Panzer y 15.ª División de Granaderos Panzer ) formó parte del Heer durante la Segunda Guerra Mundial.

## Historia
Esta unidad se creó como la 33.ª División de Infantería en 1936, siendo movilizada en 1939, pero sin llegar a tomar parte en la invasión de Polonia. En 1940 participó en las invasiones de Bélgica y Francia. Fue reorganizada como la 15.ª División Panzer en agosto de 1940 en Darmstadt y Landau, incorporando al 8.º Regimiento Panzer de la 10.ª División Panzer, y renunciando al 110.º Regimiento de Infantería que se incorporó a la 112.ª División de Infantería.

### África del Norte
En abril de 1941 la división se trasladó a Libia, uniéndose a las fuerzas del Afrika Korps (DAK, Deutsches Afrika korps), al mando del mariscal de Campo Erwin Rommel, junto a la 21.ª División Panzer y la 90.ª División Ligera. Hacia el 15 de junio fue desplegada como reserva al sur de Bardia, tomando parte con éxito durante la Operación Battleaxe en la defensa del paso de Halfaya.
El 18 de noviembre las fuerzas británicas comenzaron la Operación Crusader con el objetivo de relevar a las fuerzas sitiadas en Tobruk. La 15.ª División fue situada al este, y el 20 de noviembre se unió a la 21.ª División Panzer para combatir a las fuerzas blindadas del XXX Cuerpo de Ejército británico, situado en las proximidades. Rommel desplegó sus divisiones panzer en un rápido avance hacia el este, amenazando la retaguardia británica. Sin embargo, no pudieron frenar su avance, alcanzando estas su objetivo el 27 de noviembre y obligando a las fuerzas del Eje a retirarse.
En la retirada Rommel se detuvo en El Agheila el 31 de diciembre de 1941 para reorganizar sus maltrechas fuerzas. El 21 de enero el DAK estaba listo para avanzar de nuevo, junto a las fuerzas del Ejército italiano, comenzando una nueva marcha hacia al este. El VIII Ejército británico había colocado minas terrestres en las posiciones fortificadas alrededor del pueblo costero de Gazala, al oeste de Tobruk. La 5.ª División Panzer se desplegó junto con otras fuerzas blindadas del Eje en el flanco sur de las líneas británicas. El Eje comenzó su ataque el 26 de mayo, con la DAK barriendo todo el extremo sur de la defensa británica. Fueron recibidos por las fuerzas blindadas británicas sufriendo sus tanques grandes pérdidas. Sin una línea de suministros, los alemanes se vieron atrapados en una zona conocida como "El Caldero", situada entre el oasis de Bir Hakeim al sur, Tobruk al noreste y los campos de minas entre los aliados del Eje y su suministro de líneas hacia el oeste, hasta que los suministros pudieron ser enviados a través de los campos de minas.
Una vez abastecidos rompieron el cerco el 11 de junio, avanzando hacia el este y amenazando con envolver a los británicos. El VIII Ejército, al mando de Claude Auchinleck, se vio forzado a retirarse, dejando Tobruk rodeada una vez más. Sin embargo, las fortificaciones de Tobruk eran más débiles. El 20 de junio un ataque, que incluía la 15.ª División Panzer, capturó la ciudad y su guarnición. Las fuerzas del Eje iniciaron un rápido avance hacia el este. Gran parte de las armas del XXX Cuerpo de Ejército británico habían sido destruidas en Gazala, por lo que la defensa en Mersa Matruh fue rota rápidamente. En esta batalla la 15.ª División Panzer fue frenada por los blindados británicos de la 1.ª División Blindada, pero el resto de las fuerzas se abrió paso hacia el norte.
A principios de julio, el VIII Ejército había alcanzado la posición final de defensa antes de Alejandría, en el cruce ferroviario de El Alamein. El DAK había salido victorioso de sus recientes batallas en virtud de la fuerza, pero Erwin Rommel intentó un ataque a lo largo de la cresta Ruweisat con la 15.ª División Panzer y el resto del DAK, pero solo consiguió un lento avance. Los contraataques británicos y las crecientes pérdidas causadas a los alemanes obligaron a Rommel a suspender el ataque el 22 de julio. Rommel intentó otro ataque el 30 de agosto hacia el flanco sur con las fuerzas blindadas. La 15.ª División Panzer llegó hasta las estribaciones de la sierra de Alam Halfa el 1 de septiembre, pero no logró romper las defensas británicas. En ese momento Rommel se puso a la defensiva y empezó a construir una posición con un amplio campo de minas. La 15.ª División Panzer pasó a la reserva en la parte norte del frente, con la 21.ª División Panzer al sur.

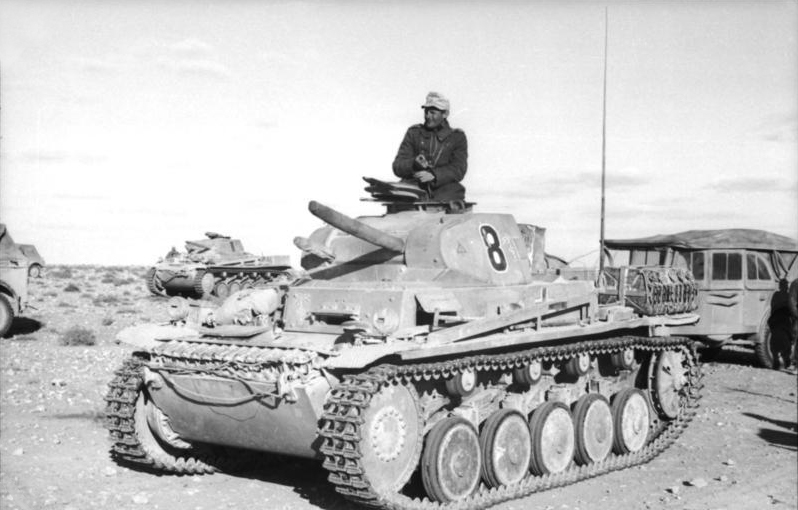
Panzer II de lav 15.ª División Panzer en el Norte de África.

Cuando el hábil general Bernard Montgomery se hizo cargo de las fuerzas aliadas, el VIII Ejército experimentó una acumulación constante de efectivos que las fuerzas del Eje no pudieron igualar. El 23 de octubre las fuerzas de Montgomery estaban listas y comenzaron un ataque en el frente norte. Los contraataques de la 15.ª División Panzer no pudieron detener el avance. El 4 de noviembre los tanques británicos consiguieron abrir una brecha, comenzando un periodo de constante avance británico al oeste, junto con el desembarco de los Aliados (Operación Antorcha), en el Imperio Colonial Francés el 8 de noviembre. Los restos de la 15.ª División Panzer y de las fuerzas del Eje se vieron obligados a retirarse continuamente. El XXX Cuerpo de Ejército británico alcanzó y flanqueó la línea de El Agheila el 17 de diciembre, tomando la ciudad de Trípoli el 23 de enero de 1943.
Hacia el 18 de febrero el XXX Cuerpo alcanzó la Línea Mareth, en Túnez, donde se vio forzado a detenerse. La 21.ª División Panzer fue desviada a la Batalla del paso de Kasserine el 22 de febrero, sosteniendo la 15.ª División Panzer la Línea Mareth con las fuerzas italianas restantes. El 6 de marzo, cuando ya había regresado la 21.ª División Panzer, el DAK contraatacó al VIII Ejército en Medenine, pero fue rechazado. Sobre el 20 de marzo, la 50.ª División de Infantería rompió la posición defensiva, siendo contenidos por la 15.ª División Panzer. Sin embargo, la posición del Eje había sido flanquada en el oeste, y el 27 de marzo se vieron forzados a replegarse al norte.
Hacia el 12 de mayo de 1943, todas las fuerzas alemanas e italianas en Túnez se rindieron, inclusive la 15.ª División Panzer.

### Sicilia
En julio de 1943 se creó una nueva 15.ª División de Granaderos Panzer al mando del general Eberhard Rodt. Se formó al reestructurar la División Sicilia, incorporando los restos de la antigua 15.ª División Panzer. No pasó mucho tiempo antes de que volviera a la acción, esta vez en Sicilia. Cuando los alemanes se retiraron de la Sicilia occidental (como resultado de la invasión aliada con el nombre clave de Operación Husky), se detuvieron y comenzaron a levantar defensas en las cercanías de la ciudad de Troina, a lo largo de la carretera 120, en lo alto de las colinas. Esta se convertiría en una pieza clave de la Línea Etna. En su búsqueda fue la 1.ª División de Infantería de EE. UU., apodada "The Big Red One", comandada por el mayor general Terry Allen. Desde el 1 hasta el 6 de agosto de 1943 se produjo una batalla de seis días de duración, al final de los cuales, temiendo ser cercada, la 15.ª División de Granaderos Panzer se retiró por la carretera nacional 120 hacia Cesarò, y más tarde hacia Mesina, para ser evacuada de la isla.

### Italia
El 17 de agosto de 1943, la 15.ª División de Granaderos Panzer, junto con la 29.ª División de Infantería, la 1.ª División de Paracaidistas y la División Hermann Göring escapan a través del estrecho de Mesina al continente y participan en la campaña italiana. A partir del 9 de septiembre de 1943, tiene lugar la invasión aliada de la península italiana (nombre en código Operación Avalancha), en Salerno y a lo largo de las playas hacia el sureste. La 15.ª División de Granaderos Panzer se encuentra entre los principales defensores. El 11 de septiembre, elementos de la 46.ª División de Infantería británica encontraron una fuerte resistencia de la 15.ª División de Granaderos Panzer y la división Hermann Göring y hacia el este.
A mediados de noviembre de 1943, la 15.ª División de Granaderos Panzer había perdido terreno ayudando en la defensa de la Línea Bernhardt, en las proximidades de Mignano y a lo largo de la carretera nacional 6. El 7 de diciembre de 1943 se mantuvieron fuertes en sus posiciones defensivas en la ciudad de San Pietro Infine y sobre el monte Lungo, sumamente importante y estratégico, al sudoeste. Elementos de la 71.ª División de Infantería sostuvieron el flanco izquierdo alemán sobre las alturas del monte Sammucro al norte, mientras la 29.ª División de Infantería mantenía la retaguardia cerca de la ciudad de San Vittore del Lazio, 3 kilómetros al noroeste. La 36.ª División de Infantería de la Guardia Nacional, comandada por el general Fred L. Walker, lanzó ataques de apoyo en su flanco derecho, mientras que el 1.er Grupo Motorizado italiano atacaba por la izquierda hasta monte Lungo, dando lugar a la Batalla de San Pietro Infine. Después de diez días de intensos ataques y contraataques, los Aliados lograron finalmente ganar la tierra alta en ambos flancos. Perdida su ventaja, la 15.ª División de Granaderos Panzer y sus unidades de apoyo se retiraron de nuevo a posiciones defensivas en las proximidades de San Vittore en las primeras horas de la madrugada del 17 de diciembre, con la intención de mantener esas posiciones durante las siguientes tres semanas.
Entre los días 20 y 22 de enero de 1944, dos batallones de la 15.ª División de Granaderos Panzer rechazaron un ataque mal concebido de la 36.ª División de Infantería de EE. UU., cuando los Aliados trataban de establecer una cabeza de puente en las proximidades de Sant'Angelo, para lanzar ataques contra la Línea Gustav, cerca de monte Casino.
El 11 de mayo de 1944, los Aliados iniciaron la Operación Diadema que finalmente acabó con el colapso de la Línea Gustav y la capitulación de las defensas alemanas a lo largo de la Línea de Invierno. Del 15 al 19 de mayo, la 15.ª División de Granaderos Panzer se enfrentó en una batalla en retirada a través de los montes Auruncos contra la 3.ª División de Infantería de Argelia y la 4.ª División de Montaña de Marruecos del Cuerpo Expedicionario francés, al mando del general Alphonse Juin.

### Noroeste de Europa
La 15.ª División de Granaderos Panzer luchó el resto de la guerra en el Frente Occidental, rindiéndose a los británicos al final de la guerra.

## Comandantes
| Fecha                   | Comandante                                          |
| ----------------------- | --------------------------------------------------- |
| 22 de marzo de 1941     | Teniente general Heinrich von Prittwitz und Gaffron |
| 13 de abril de 1941     | General Hans-Karl Freiherr von Esebeck              |
| 26 de mayo de 1941      | Teniente general Walter Neumann-Silkow              |
| 6 de diciembre de 1941  | Teniente general Erwin Menny                        |
| 9 de diciembre de 1941  | General Gustav von Vaerst                           |
| 26 de mayo de 1941      | Teniente general Eduard Crasemann                   |
| 15 de julio de 1942     | Teniente general Heinz von Randow                   |
| 25 de agosto de 1942    | General Gustav von Vaerst                           |
| 11 de noviembre de 1942 | Teniente general Willibald Borowitz                 |
| 1 de julio de 1943      | Teniente general Eberhard Rodt                      |
| octubre de 1943         | Teniente general Ernst-Günther Baade                |
| 20 de noviembre de 1943 | Teniente general Rudolf Sperl                       |
| 5 de septiembre de 1944 | Coronel Karl-Theodor Simon                          |
| 9 de octubre de 1944    | Mayor general Hans-Joachim Deckert                  |
| 28 de enero de 1945     | Coronel Wolfgang Maucke                             |

## Organización
1940
- 15.ª División Panzer
  - 8.º Regimiento Panzer
  - 104.º Regimiento de Granaderos Panzer
  - 115.º Regimiento de Granaderos Panzer
  - 33.º Regimiento de Artillería
  - 15.º Batallón de Motociclistas
  - 115.º Batallón de Reconocimiento
  - 33.º Batallón de Ingenieros
  - 33.º Batallón Antitanque